# Chiesa di San Camillo dei Mercedari
La Chiesa di San Camillo dei Mercedari (nota anche come San Camillo de Lellis o San Camillo ai Crociferi) è una chiesa cattolica sita a Catania.
È intitolata a Camillo de Lellis, fondatore dell'ordine monastico dei Camilliani, conosciuti popolarmente come "Crociferi", termine che dà nome alla via Crociferi, su cui la chiesa si affaccia, al civico 71.
La chiesa è una delle quattro principali chiese-monastero barocche su questa strada; le altre sono San Francesco Borgia, San Giuliano e San Benedetto.

## Storia e descrizione
Nei pressi di questo sito, prima del devastante terremoto del 1693, esisteva una piccola chiesa intitolata a Santa Maria della Dagala, appartenente ad una confraternita. Durante il rinnovamento urbanistico seguito al terremoto, la confraternita della chiesa di Dagala si unì all'ordine camilliano locale, sotto il patronato del vescovo Pietro Galletti, per costruire una nuova chiesa dedicata a san Camillo de Lellis.
Il cantiere fu avviato nel 1723, sotto la direzione di un architetto camilliano, forse Domenico Barbera o Vincenzo Caffarelli o entrambi. I documenti di archivio registrano poi la presenza di Francesco Battaglia, che fu direttore del cantiere tra il 1771 e il 1788. Secondo alcune fonti, la chiesa era già stata completata da Battaglia nel 1757.
La facciata è realizzata con pietra bianca di Siracusa. Il centro concavo è fiancheggiato da una fusione di lesene corinzie. Nella nicchia sopra il portale e una finestra è posta la statua di san Camillo. La sommità è decorata con pinnacoli e urne. Sulla porta c'è la croce rossa dell'ordine dei Camillani dediti al ministero degli infermi. Il simbolo è ribadito in alto nel timpano.
Dietro il portale si trova un piccolo vestibolo, che immette nella navata ovale. Un coro decorato al secondo piano si trova in fondo alla navata. Le pareti sono decorate con stucchi dorati. L'interno ospita un busto in argento di san Camillo e una pala raffigurante l'estasi di San Camillo (1733) di Antonino Pennisi.